# Thomas Bach
Thomas Bach OLY (ur. 29 grudnia 1953 w Würzburgu) – niemiecki prawnik, szermierz i mistrz olimpijski z 1976, później działacz sportowy, od 10 września 2013 roku przewodniczący Międzynarodowego Komitetu Olimpijskiego.

## Życiorys
W młodości uprawiał szermierkę. W 1973 osiągnął pierwszy znaczący sukces, gdy wraz z drużyną zdobył srebrny medal we florecie podczas mistrzostw świata w Göteborgu. W 1976 podczas XXI Letnich Igrzysk Olimpijskich w Montrealu w tej samej konkurencji zdobył wraz z drużyną złoty medal. Drużyna niemiecka z Thomasem Bachem w składzie zdobyła też złoty medal podczas mistrzostw świata w Buenos Aires (1977) i brązowy medal podczas mistrzostw świata w Melbourne (1979).
Ukończył studia prawnicze na Uniwersytecie w Würzburgu. Posiada stopień doktora obojga praw. W latach 1993–2013 prowadził działalność w firmie prawniczej.
Działacz sportowy od 1981. W 1991 został członkiem Międzynarodowego Komitetu Olimpijskiego, a w latach 2000–2004 i 2006–2013 był wiceprzewodniczącym Komitetu Wykonawczego Międzynarodowego Komitetu Olimpijskiego. Ponadto w latach 2006–2013 był przewodniczącym Deutscher Olympischer Sportbund. 10 września 2013 podczas 125. Sesji Międzynarodowego Komitetu Olimpijskiego został wybrany na stanowisko przewodniczącego Międzynarodowego Komitetu Olimpijskiego.
W 2015 Katolicki Uniwersytet w Murcji nadał mu tytuł doktora honoris causa, w 2019 – Uniwersytet Gdański.
15 listopada 2021 w uznaniu wybitnych zasług w krzewieniu idei olimpijskiej i rozwijaniu międzynarodowej współpracy sportowej prezydent RP Andrzej Duda odznaczył Thomasa Bacha Krzyżem Wielkim Orderu Zasługi Rzeczypospolitej Polskiej.
W grudniu 2022 Thomas Bach wyraził kontrowersyjną opinię, w której sugerował zezwolenie na udział prowadzącej inwazję na Ukrainę Rosji w Letnich Igrzyskach Olimpijskich w Paryżu w 2024. W marcu 2023 podczas posiedzenia zarządu MKOl Bach bronił planów przywrócenia Rosjan i Białorusinów do zawodów indywidualnych jako neutralnych sportowców. Jak stwierdził, ich udział w rywalizacji sprawdza się, mimo trwającej wojny na Ukrainie. Ostatecznie Komitet Wykonawczy MKOl wydał zalecenie o pozwoleniu na starty Rosjan i Białorusinów w sportach indywidualnych pod neutralną flagą.

## Odznaczenia
- Wielka Wstęga Orderu Wschodzącego Słońca (Japonia, 2025)[10]